# Episodi di Candice Renoir (ottava stagione)
L'ottava stagione della serie televisiva Candice Renoir è stata trasmessa in Francia su France 2 dal 17 aprile al 2 ottobre 2020, colpa della sospensione della produzione a causa del COVID-19. 
In Italia, la stagione è stata trasmessa in prima visione assoluta su Fox Crime dal 17 settembre al 15 ottobre 2020. In chiaro, la stagione è stata trasmessa in prima visione su Rai 2 dal 1 al 18 agosto 2023. 
| nº | Titolo originale                                                | Titolo italiano                        | Prima TV Francia  | Prima TV Italia   |
| -- | --------------------------------------------------------------- | -------------------------------------- | ----------------- | ----------------- |
| 1  | Comme chien et chat                                             | Come cane e gatto                      | 17 aprile 2020    | 17 settembre 2020 |
| 2  | Souvent le feu éteint dort sous la cendre                       | Un nuovo arrivo                        | 17 aprile 2020    | 17 settembre 2020 |
| 3  | Abondance de biens ne nuit pas                                  | L'abbondanza non è mai troppa          | 24 aprile 2020    | 24 settembre 2020 |
| 4  | Ce qui ne tue pas rend plus fort                                | Quello che non uccide fortifica        | 1º maggio 2020    | 24 settembre 2020 |
| 5  | Tout vient à point à qui sait attendre                          | Tutto arriva a chi sa aspettare        | 28 agosto 2020    | 1º ottobre 2020   |
| 6  | Fais ce que dois, advienne que pourra                           | È di nuovo passione                    | 4 settembre 2020  | 1º ottobre 2020   |
| 7  | Il n'y a pas de grenouille qui ne trouve son crapaud - Partie 1 | Il passato che ritorna (prima parte)   | 11 settembre 2020 | 8 ottobre 2020    |
| 8  | Il n'y a pas de grenouille qui ne trouve son crapaud - Partie 2 | Il passato che ritorna (seconda parte) | 18 settembre 2020 | 8 ottobre 2020    |
| 9  | Qui sème l'injustice moissonne le malheur                       | Chi semina vento raccoglie tempesta    | 25 settembre 2020 | 15 ottobre 2020   |
| 10 | Comme on fait son lit on se couche                              | Indagine interna                       | 2 ottobre 2020    | 15 ottobre 2020   |